# Bloc de propriété intellectuelle
Dans le domaine de la microélectronique et des microsystèmes, un bloc de propriété intellectuelle ou bloc de PI est un sous-ensemble de circuit électronique utilisable telle une brique élémentaire dans la conception d'une puce (circuit intégré).
La recherche permanente de miniaturisation dans la conception de circuits électroniques a mené au développement du concept de bloc de propriété intellectuelle, véritable brique élémentaire de conception d'un circuit intégré, réutilisable sous licence par un tiers.
Ce concept s'apparente grossièrement à celui des modules ou des fonctions en programmation de haut niveau, mais cette fonction est matérielle (hardware) au lieu d'être logicielle (software). Un bloc de PI est ainsi un sous-circuit électronique qui, au lieu d'être réalisé avec des composants traditionnels implantés sur un circuit imprimé, est conçu sous la forme d'un « morceau » de puce.
Ces blocs de PI peuvent être par exemple des commutateurs ou des liaisons configurables.
On parle aussi de réseau sur puce ou NoC (Network on Chip).
Les principaux intérêts de cette approche de conception de système sur puce, par rapport aux liaisons conventionnelles par bus, est d'augmenter la fréquence d’horloge (jusqu'à trois fois supérieure), de permettre un rendement de données au niveau du système jusqu'à 20 fois plus rapide et de réduire le nombre de portes logiques nécessaires à une même fonction.
Le succès des blocs de PI a mené au développement de nombreuses bibliothèques de blocs, commercialisées par des sociétés privées ou mises à disposition par des universités ou organismes de recherche.

## Origine du mot
Le terme de bloc vient naturellement de la notion d'assemblage et de construction facilitée par ce concept.
Ces blocs étant protégés par un droit d’auteur et/ou brevetés, leur utilisation nécessite un transfert de propriété intellectuelle.